# Ludwigshöhe
El Ludwigshöhe  o Ludwigshoehe és una muntanya de 4.341 metres que es troba entre les regions d'Aosta i Piemont a Itàlia i el Valais a Suïssa.